# Badménil-aux-Bois
Badménil-aux-Bois  é uma comuna francesa na região administrativa de Grande Leste, no departamento de Vosges. Estende-se por uma área de 9,14 km². Em 2010 a comuna tinha 155 habitantes (densidade: 17 hab./km²).